# Srednjeveška komuna
Komuna je posebna vrsta samouprave, ki je nastala v zahodni Evropi v zgodnjem enajstem stoletju vsled prostovoljnega združenja med mestnimi prebivalci. Združenje je bilo začasnega značaja, a potrjeno s prisego in je zajemalo pripadnike raznih meščanskih slojev. Ko so ta združenja postala dovolj močna, so zahtevala priznanje višje oblasti, na primer v Franciji kraljeve, v Italiji pa cesarjeve. Samo italijanske komune so pozneje (od trinajstega stoletja dalje) dosegle dejansko popolno samostojnost.

## Nastanek
Vzroki, ki so privedli do nastanka komun, so različni in vsak zase je nezadosten za razlago tako korenite socialne spremembe. V prvi vrsti je treba upoštevati postopno krušenje fevdalne ureditve, ki je dovoljevalo vedno manjši vpliv fevdalnega gospoda na vedno bolj samostojne podložnike. Podložniki so pridobivali svoboščine na primer v zameno za izredno vojaško pomoč, a tudi kot priznanje za posebne obrtniške veščine. Razen tega je demografska porast prebivalstva povzročila ustanovitev novih naselij, ki se niso več smatrala odvisna od lokalnih gospodov, saj jih ti enostavno niso mogli vseh držati pod nadzorstvom. Nastajale so tako nove enote, ki jih sicer fevdalna uprava ni mogla zaseči, a so se morale združevati in organizirati za lastno preživetje in varnost. Nastajala so mesta.
Toda pojav komun ni omejen na mestna središča. Kjer je bilo podeželje dovolj oddaljeno od mest, so se organizirale kmetske komune. V severni Italiji so se te komune pojavile že v enajstem stoletju, pozneje pa tudi v Franciji, Kataloniji in Angliji. V teh skupnostih ni bilo velikih socialnih razlik med pripadniki, ker pač med njimi ni bilo bogatih posestnikov ali visoko šolanih ljudi. Zagovarjale so predvsem pravico do svobodnih volitev poglavarja, samostojnega upravljanja javnega reda in ekonomsko neodvisnost. Posebej velja omeniti komune na ozemlju današnje Švice, saj je ena od njih (Schwyz ali Sviz) bila leta 1291 med ustanovitelji prve Confoederatio Helvetica.

## Razvoj
Komune so nastale na različne načine in so imele različno urejeno upravo, kar je bilo pač odvisno od gospodarskih in političnih razmer, pa tudi od same zemljepisne lege in od več ali manj prijaznih sosedov. Tako je v raznih deželah zgodovinski razvoj komun dosegel različne stopnje.
V Franciji so se komune zadovoljile z odpravo fevdalnih gospodov. Proglasile so se za neodvisne in se podredile naravnost monarhiji. Seveda so kralji prav radi podpirali novonastali »srednji sloj«, v katerem so videli zaveznika proti plemstvu. Tako je počasi manjše plemstvo začeli propadati, višje plemstvo pa se je strnilo okoli kralja, kar je po stoletjih privedlo do popolnega razkola med dvema slojema ljudi, ki nista imela ničesar skupnega.
Na Flamskem so nekatera pristaniška mesta dosegla velik razvoj s trgovino, kar jim je prineslo precejšnje bogastvo. Zemljo, ki so jo pridobivala z izsušenjem morja (polderji), so proglasila za svojo lastnino in se tako postopno širila. Ta mesta so bila dovolj velika in bogata, da so se s časom lahko proglasila za samostojna in se zoperstavila ne samo plemičem, pač pa tudi kralju samemu. Ko je v štirinajstem stoletju Flamsko preplavila Stoletna vojna, je na primer mesto Gand igralo odločilno vlogo za poznejši razvoj dežele.
Tudi v Nemčiji so mesta kmalu postala dovolj močna, da bi se lahko skušala otresti vlade Svetega rimskega cesarstva, a tega niso storila. Opustila so vsako politično namero in se raje združila v gospodarsko velesilo Hanso, ki je v kratkem postala najmočnejši ekonomski dejavnik svoje dobe.
V Italiji se je bilo treba, nasprotno z ostalo Evropo, v prvi vrsti soočati s papeževo močjo, saj je bil cesar le posredno prisoten in plemstvo ni bilo močno. Zato so mesta v prvih časih razvoja zaupala pomembno vlogo škofom, kar je odločilno vplivalo na njih poznejšo rast. Ostala evropska mesta so se borila za nadzor ozemlja ali za trgovske in gospodarske privilegije, a v Italiji je bil spor političnega značaja. To je bila edina velika razlika med italijanskimi in evropskimi komunami.

## Posledice
Srednjeveške komune, ki so eden od izhodov iz fevdalnega sistema, so bile podlaga za nadaljnji zgodovinski razvoj Evrope. Ideje, ki so se takrat uveljavile v mestnih srenjah, so po stoletjih dovedle do nekaterih presenetljivih posledic. Francija je takrat stopila na pot, ki je vodila naravnost v revolucijo. Flamska, poznejša Nizozemska, je takrat že postavljala osnove bodočega čezmorskega imperija. Nemčija je s Hanso ustvarila zametek današnjih naddržavnih korporacij (multinacionalnih podjetij). Italija je začela tisočletno prepiranje s Cerkvijo, ki je zahtevalo uvedbo politične spretnosti celo v manjše vsakdanje probleme.